# Mauro Castagnaro
Mauro Castagnaro (Crema, 13 settembre 1963) è un giornalista, politologo e editore italiano, specializzato in temi economici, sociali, politici ed ecclesiali dell'America Latina. È stato vicepresidente della sezione italiana del movimento internazionale We Are Church, che si batte per una riforma della Chiesa cattolica romana nello spirito del Concilio Vaticano II.

## Biografia e attività
Nato a Crema nel 1963, si è laureato in scienze politiche presso l'Università degli Studi di Milano. Ha lavorato come redattore per il Servizio Informazione America Latina (SIAL). Scrittore prolifico di questioni religiose contemporanee, è attualmente direttore della rivista dei Missionari Saveriani Missione Oggi e collaboratore di diversi periodici italiani come Il Regno, Jesus e Popoli.
Il lavoro di Mauro Castagnaro si concentra principalmente sulle questioni sociali, economiche e politiche dell'America Latina nelle loro relazioni con la Chiesa cattolica, oltre ai movimenti cattolici marginali e del dissenso cattolico. Ha contribuito a una serie di pubblicazioni per la sezione italiana del movimento We Are Church, tra cui Eucaristia senza prete? e, con Ludovica Eugenio, Il Dissenso Soffocato: un'agenda per Papa Francesco.